# Grabniak (Garwolin)
Pour les articles homonymes, voir Grabniak.
Grabniak (prononciation : [ˈɡrabɲak]) est un village polonais de la gmina de Sobolew dans le powiat de Garwolin de la voïvodie de Mazovie dans le centre-est de la Pologne.
Il se situe à environ 4 kilomètres au sudd-est de Sobolew (siège de la gmina), 22 kilomètres au sud de Garwolin (siège du powiat) et à 74 kilomètres au sud-est de Varsovie (capitale de la Pologne).
Le village possède approximativement une population de 290 habitants.

## Histoire
De 1975 à 1998, le village appartenait administrativement à la voïvodie de Siedlce.